# Референдум за дистанционното гласуване в България (2015)
Референдумът за дистанционното гласуване в България е национален референдум, който се провежда на 25 октомври 2015 г., едновременно с поредните избори за местна власт. Референдумът е назначен от президента на България Росен Плевнелиев с формулировка:
| „ | Подкрепяте ли да може да се гласува и дистанционно по електронен път при произвеждане на изборите и референдумите? | “ |

## Резултати
| Избора                                  | Гласове   | %     |
| --------------------------------------- | --------- | ----- |
| Да                                      | 1 883 411 | 69.50 |
| Не                                      | 704 182   | 25.99 |
| Недействителни                          | 122 339   | 4.51  |
| Общо                                    | 2 587 593 | 100   |
| Източник: Централна избирателна комисия |           |       |